# Poppea... una prostituta al servizio dell'impero
Poppea... una prostituta al servizio dell'impero è un film del 1972 diretto da Alfonso Brescia.

## Trama
Roma imperiale: Ottone e Savio, perdigiorno di professione, capitano alla corte di Nerone, dove vengono scambiati per valorosi pretoriani e coinvolti in pericolose cospirazioni. E con l'arrivo di Poppea, tutto si è aggiustato.